# Théorie de la séduction
La théorie de la séduction (dite aussi neurotica) est une première théorie de Sigmund Freud, que celui-ci  a élaborée entre 1895 et 1897, dans les débuts de la psychanalyse. Elle aura surtout permis à Freud de faire l'hypothèse du refoulement dans l'inconscient, au contact notamment des personnes hystériques.
L'abandon par Freud de la théorie de la séduction en septembre 1897 marque « la naissance de la psychanalyse » (comme on a pu dire), avec le passage à la théorie du fantasme et la reconnaissance de la réalité psychique, d'une autre facture que la réalité matérielle.  

## Psychonévroses,Études sur l'hystérie, «cas Emma»
La théorie de la séduction (dite aussi neurotica,) est formulée en 1896, puis abandonnée en 1897 par Freud. Elle apparaît  dans les Études sur l'hystérie, ouvrage publié par Freud et Breuer en 1895,  et concerne la genèse de cette affection, l'hystérie.

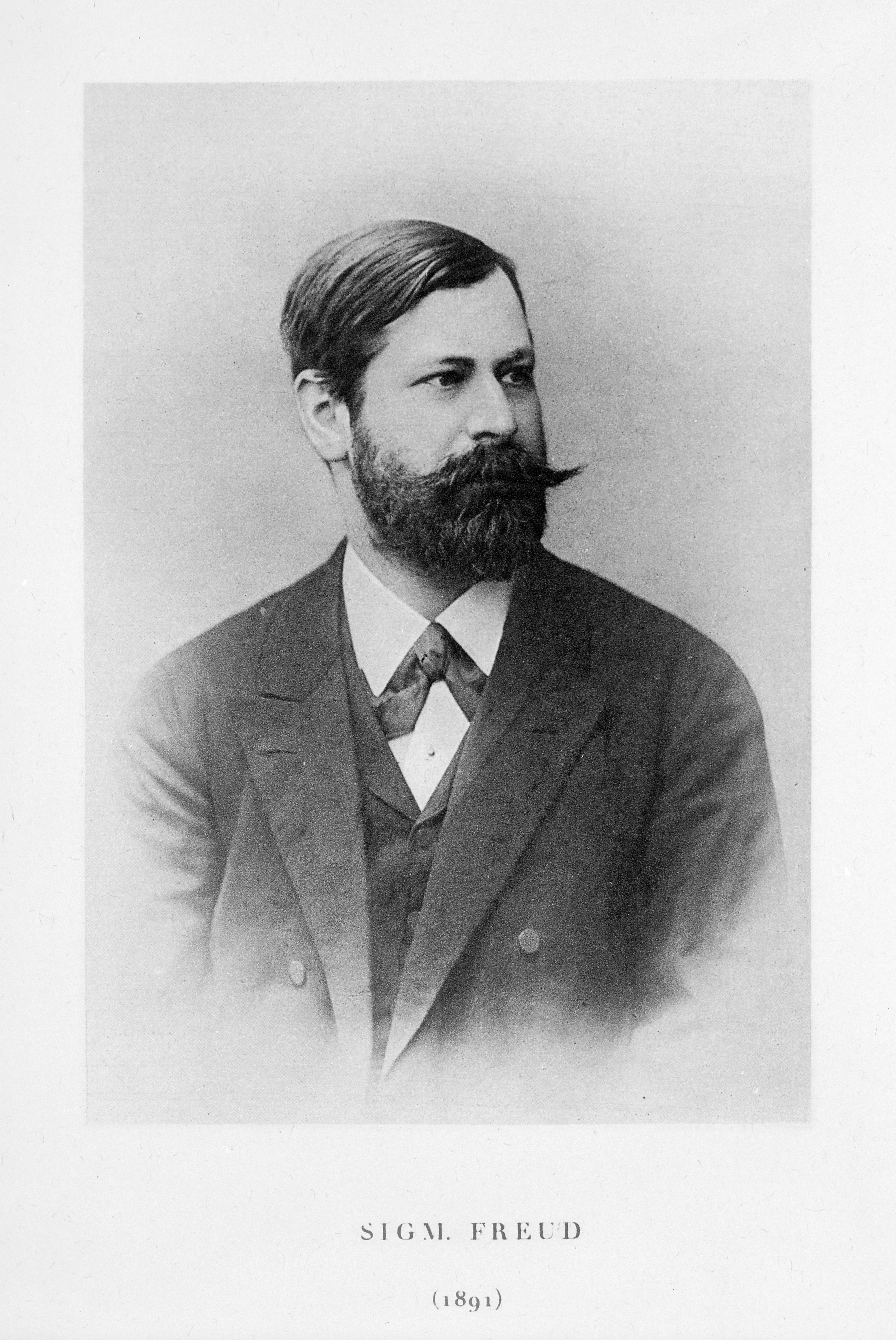
Sigmund Freud élabore la théorie de la séduction entre 1895 et 1897

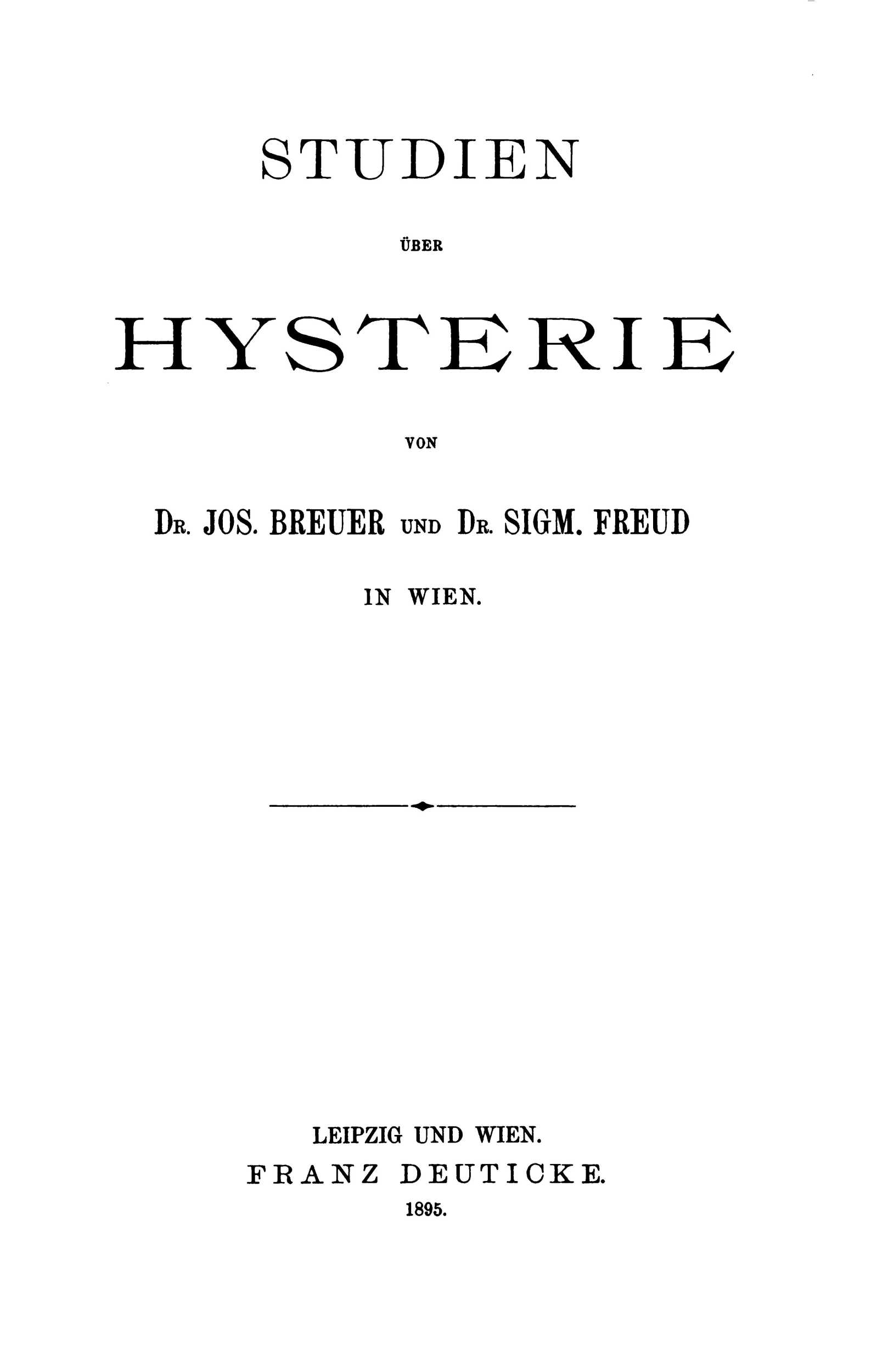
Études sur l'hystérie, 1895

La théorie freudienne de la séduction fut exposée publiquement pour la première fois le 30 mars 1896 dans un article intitulé « L'Hérédité et l'étiologie des névroses », paru dans La Revue Neurologique, périodique français, en hommage à Charcot et à ses disciples. Les mots « psychanalyse » et « psychonévrose » y sont mentionnés pour la première fois.
Durant cette brève époque des années 1895-1897, où il professe la théorie de la séduction, Freud considère que la cause des psychonévroses (l'hystérie et la névrose obsessionnelle) est une séduction sexuelle dont la patiente ou le patient  aurait été victime avant la puberté,.  

### L'abus sexuel réel
Quand il construit cette première théorie entre 1895 et 1897, Freud est d'avis que « la névrose aurait pour origine un abus sexuel réel : un “attentat” comme il le dit ». Il s'appuie autant sur une réalité sociale que sur sa clinique : dans les familles, dans la rue parfois, des enfants peuvent être victimes de viols de la part des adultes, et le souvenir de ces traumatismes est si pénible qu'il est le plus souvent oublié, dénié ou refoulé.

### L'hypothèse du refoulement
Dans sa clinique, en écoutant des femmes hystériques, Freud est amené à cette époque à bâtir sa première hypothèse du refoulement et de la causalité sexuelle de l'hystérie sur la théorie d'une séduction ayant eu lieu de fait : c'est parce que ces femmes hystériques qui sont ses patientes ont été réellement séduites qu'elles sont atteintes de troubles névrotiques, pense-t-il. Il émet alors des doutes sur « les pères en général », le sien compris (Jacob Freud), et sur lui-même quant à des « désirs coupables » vis-à-vis de ses filles.

### Le «cas Emma» et le traumatisme en deux temps: l'après-coup
L'après-coup hystérique, révélé généralement par un événement plus anodin dans l'adolescence, montrait le retour traumatique d'une séduction de fait par un adulte, qui se trouvait ainsi sexualisée au moment de la puberté de la jeune fille au niveau de son refoulement dans le psychisme. L'exemple du cas d'« Emma » (exposé dans L'Esquisse) est le plus illustratif de ce « traumatisme en deux temps » : Il va donner lieu pour Freud à un développement théorique sur le refoulement hystérique et à la notion de « proton pseudos »  ou « premier mensonge hystérique »,.

## Lettres à Wilhelm Fliess,L'Interprétation du rêve

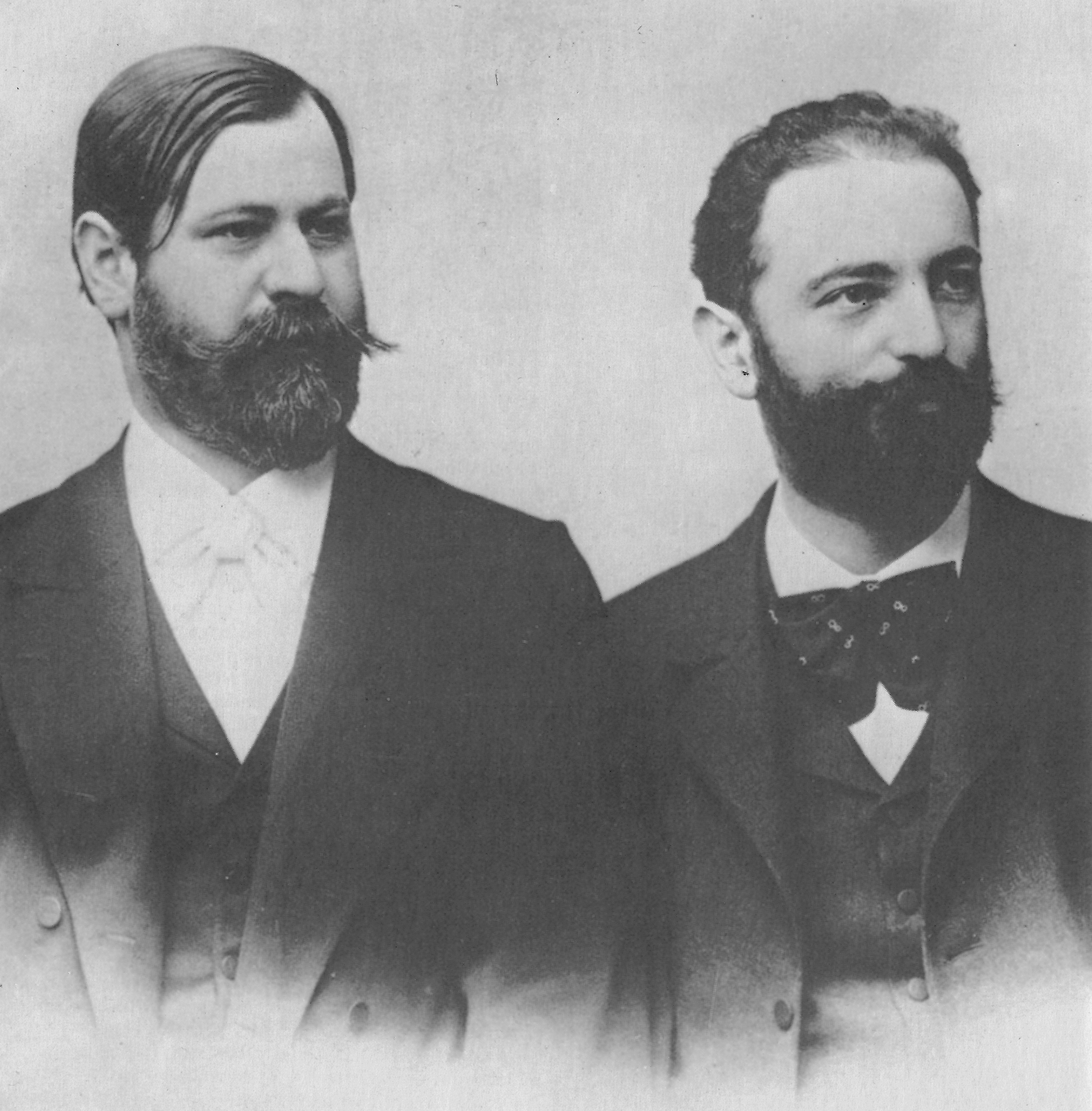
Freud et Fliess, 1890

### La relation avec Fliess
La relation avec Wilhelm Fliess va progressivement se révéler déterminante dans la renonciation de Sigmund Freud à sa première théorie (la théorie de la séduction), et dans l'invention du fantasme qui accompagne cette renonciation. Freud empruntera à son ami ses thèses sur la bisexualité en les transformant, et la correspondance avec Fliess montre aussi, au travers de « ce qu'il appelle son auto-analyse », comment il élabore ses premières hypothèses sur l'hystérie, la névrose et l'Œdipe.
Fliess, qui s'est spécialisé au cours de ses études de médecine en oto-rhino-laryngologie, est en effet l'« adepte d'une théorie biologique de la bisexualité et d'une conception de la sexualité fondée sur la “trace” réelle » : il met en relation la muqueuse nasale et les activités génitales et pense que « la vie est conditionnée par des phénomènes périodiques en relation avec la nature bisexuée de la constitution humaine » ; il remarque par ailleurs « le caractère polymorphe de la sexualité infantile ».

### Le rêve de l'injection faite à Irma

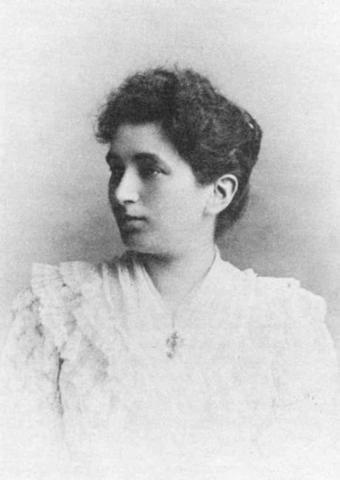
Emma Eckstein

Dans L'Interprétation du rêve, à travers l'interprétation du rêve de Freud « L'injection faite à Irma »,, où Emma Eckstein apparaîtrait en tant qu' « élément diurne » dans l'image composite du personnage d' Irma, revient le fait que  Wilhelm Fliess avait « commis auparavant une faute grossière » avec cette patiente de Freud, « en oubliant un pansement dans ses cavités nasales après une opération, ce qui avait occasionné infection et grave hémorragie ». D'après Roger Perron, le rêve princeps de l'injection faite à Irma « inaugure la période d'autoanalyse de Freud », où son ami Wilhelm Fliess, qui figure à l'arrière-plan du rêve, joue un rôle important.

## L’abandon de la théorie de la séduction
C'est dans une lettre à Wilhelm Fliess de septembre 1897, appelée « lettre de l’équinoxe » par Jean Laplanche, que Freud remet en question sa première théorie jugée invérifiable dans la réalité, en parlant de l'abandon de sa neurotica à son ami et correspondant. Il est habituel de considérer que cet abandon représente l'un des moments fondateurs de la construction de la théorie psychanalytique et de l'abandon du modèle neurologique, basée sur le schème « traumatisme = affection ». 
Cependant, « Freud ne désavouera jamais sa théorie du traumatisme ». Il centre son attention par la suite sur la « scène primitive », c'est-à-dire sur l'observation réelle ou fantasmée par l'enfant des rapports sexuels entre les parents. Selon Roger Perron,  « le problème des relations entre “réalité psychique” et “réalité historique” (événementielle) » continuera chez Freud de faire l'objet d'une interrogation constante.
L'abandon par Freud de sa neurotica a donné lieu à une abondante littérature. Le philosophe Yvon Brès distingue trois périodes : 1) Autour de 1970, un grand nombre de psychanalystes et de philosophes, le plus souvent français, ont fait de l'abandon de la théorie de la séduction, « l'acte de naissance de la “vraie” psychanalyse », c'est-à-dire et selon eux, « celle qui s'intéresse au fantasme et non à l'événement, à la “réalité psychique” et non à la vérité historique ». 2) La réaction se fait jour autour de 1980 et prend selon Brès « une forme assez amusante » : Freud est soupçonné d'avoir eu « des raisons inavouables — conscientes ou inconscientes — de cesser de croire que ses patientes avaient été violées » (Mary Balmary, L'homme aux statues, 1979 ; Marianne Krüll, Freud und sein Vater, Munich, 1979, trad. française Sigmund fils de Jacob, 1983 ; Jeffrey Moussaieff Masson, The Assault on Truth, New York, 1984, trad. franç. Le réel escamoté,) ; 3) Dans une troisième période, poursuit Yvon Brès, « on laisse de côté les ragots » : Freud n'aurait pas cessé de s'intéresser aux souvenirs traumatiques oubliés, il aurait « tout au long de sa vie, accordé de l'importance aux expériences sexuelles infantiles, quitte à donner à la séduction un sens “généralisé” ». En 1994, Yvon Brès considère que « le débat n'est évidemment pas clos ».

## Ferenczi et la réalité du traumatisme infantile

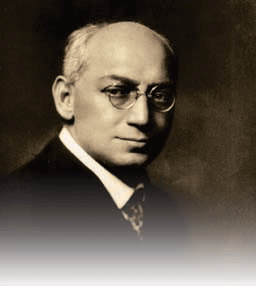
Sándor Ferenczi redonne au traumatisme infantile toute son importance.

Alors que Freud a envisagé une troisième voie, entre réalité du trauma et fantasme, c'est-à-dire le refoulement de la représentation après-coup, Sándor Ferenczi propose quant à lui de redonner de l'importance au traumatisme infantile.
Dans « Confusion de langue entre les adultes et l’enfant. Le langage de la tendresse et de la passion » (1933), Ferenczi distingue radicalement entre « la langue d'enfance et sa logique (recherche de tendresse, de sécurité, d'amour élémentaire, d'“amour objectal passif”), et la logique de la langue passionnelle » chez certains adultes séducteurs, qui recherchent l'excitation génitale et la violence dominatrice.

## Continuation de la théorie de la séduction
D'après Dominique Bourdin, Freud semble renoncer à cette théorie, mais continue de postuler l'idée de séduction comme origine des troubles psychiques ou névrotiques. Pour Yves-Hiram Haesevoets, il s'agirait ainsi d'une relégation, plus que d'un abandon.
Peter Gay souligne que deux semaines après la lettre à Fliess où il déclare son abandon, Freud lui en écrivait une autre où il se déclare tout à fait prêt à croire au récit d'une patiente qui témoigne d'avoir été violée par son père à l'âge de deux ans ; trois mois plus tard, il lui écrit encore pour affirmer sa « confiance dans l'étiologie liée au père », en 1924, Freud insiste toujours sur la part de vérité de ses premiers travaux. Tabin, Lothane ou Lynn, sont du même avis que Peter Gay . Ainsi, Lynn affirme que Freud est très attentif à la séduction infantile dans sa conduction de l'analyse de son patient, A.B., ce qui porterait à relativiser la portée de l’idée généralement admise de sa "neurotica".

### La théorie de la séduction généralisée (Jean Laplanche)
En 1987, dans Nouveaux fondements pour la psychanalyse. La séduction originaire, Jean Laplanche pose la théorie de la séduction généralisée,, par laquelle il reformule la théorie de la séduction de Freud en lui donnant une plus grande ampleur . Dans la conclusion de son ouvrage sur l' Histoire secrète de la séduction sous le règne de Freud, la psychanalyste Jacqueline Lanouzière écrit qu' « avec le concept de séduction “originaire”, Laplanche [...] dégage ce qui est “l'essence” même du phénomène séductif: l'énigme ».